# Кондратовская (Афанасьевское сельское поселение)
Кондратовская — деревня в Верхнетоемском районе Архангельской области. Входит в состав Афанасьевского сельского поселения.

## География
Деревня расположена в юго-восточной части области на расстоянии примерно в 44 километрах по прямой к северо-западу от районного центра села Верхняя Тойма.
Часовой пояс
Деревня Кондратовская как и вся Архангельская область, находится в часовой зоне МСК (московское время). Смещение применяемого времени относительно UTC составляет +3:00.
| 2002 | 2010 |
| ---- | ---- |
| 34   | ↘31  |

Национальный состав
Согласно результатам переписи 2002 года, в национальной структуре населения русские составляли 100 % из 35 чел..